# Nakaba Suzuki
Nakaba Suzuki (鈴木央?, Suzuki Nakaba; Sukagawa, 8 febbraio 1977) è un fumettista giapponese.
È noto soprattutto per aver realizzato i manga Kongoh Bancho e The Seven Deadly Sins - Nanatsu no taizai. In Giappone i suoi fumetti sono stati pubblicati su testate quali Weekly Shōnen Jump, della casa editrice Shūeisha, Weekly Shōnen Sunday della Shogakukan e Weekly Shōnen Magazine della Kōdansha.

## Biografia
Suzuki è nato nel 1977 nella città di Sukagawa, nella prefettura di Fukushima.
Il primo manga che ha comprato è stato Dr. Slump & Arale di Akira Toriyama. Alle scuole elementari e medie è stato un fan di Kinnikuman, Ken il guerriero e Dragon Ball. Ha fatto il suo debutto professionale nel 1994 con la storia Revenge, che gli ha valso una menzione d'onore agli Shūeisha's Hot Step Award.
Nel 2012 ha iniziato a scrivere il manga The Seven Deadly Sins - Nanatsu no taizai, del quale sono state vendute più di dieci milioni di copie e che, a partire dal 2014, è stato adattato nell'omonimo anime, trasmesso da JNN.

## Opere
- Rising Impact (ライジングインパクト?) (1998-2002)
- Ultra Red (2002-2003)
- Boku to Kimi no Aida ni (僕と君の間に?) (2004-2006)
- Blizzard Axel (ブリザードアクセル?) (2005-2007)
- Kongoh Bancho (金剛番長?) (2007-2010)
- The Seven Deadly Sins - Nanatsu no taizai (七つの大罪?, Nanatsu no Taizai) (2012-2020)
- Four Knights of the Apocalypse (黙示録の四騎士?, Mokushiroku no yonkishi) (2021-in corso)

## Riconoscimenti
Nel 2015 ha ricevuto il Premio Kodansha, nella categoria shōnen, per The Seven Deadly Sins - Nanatsu no taizai.